# Alme (Lippe)
Die Alme ist ein etwa 59,1 km langer, linker und südlicher Zufluss der Lippe in den beiden nordrhein-westfälischen Kreisen Hochsauerland und Paderborn.

## Name
Der Name taucht urkundlich erstmals im Gaunamen 'Almango' (852–884) auf. Er leitet sich vom germanischen Adjektiv '*alma-' 'wachsend, anschwellend' ab.

## Geographie

### Verlauf

#### Quellgebiet

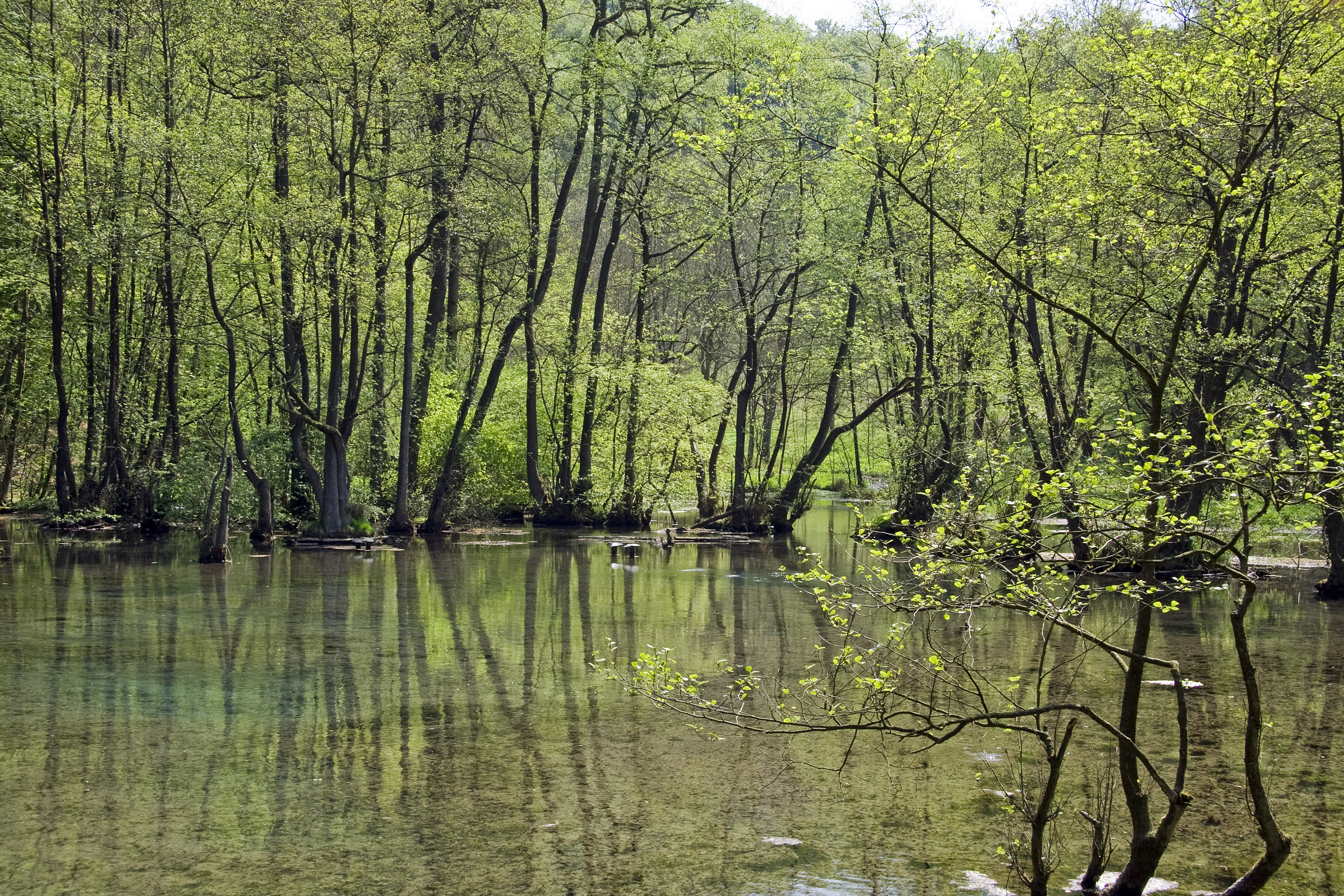
Künstlicher Quellteich der Alme

Die Almequelle liegt im Hochsauerlandkreis im Norden der Briloner Höhen bzw. am Nordrand der Briloner Hochfläche, die aus stark zerklüfteten Kalkstein mit einer Dicke von 600 bis 1400 m besteht. Oberirdische Fließgewässer versickern dadurch in Klüften und lösen den Kalk auf, wodurch im Untergrund der Hochfläche große Hohlräume entstehen. Im Briloner Dorf Alme tritt das unterirdisch fließende Wasser an der niedrigsten Stelle (320 bis 322 m ü. NHN) in Form von Überlaufquellen wieder an die Oberfläche. Die Hauptquelle ist ein Karstquellteich mit einem Durchmesser von etwa 30 m und einer mittleren Schüttung von 400 l/s.
Der Haltepunkt Almequelle an der Bahnstrecke Paderborn-Brilon wurde bis 1974 im Personenverkehr bedient.

#### Weiterer Verlauf

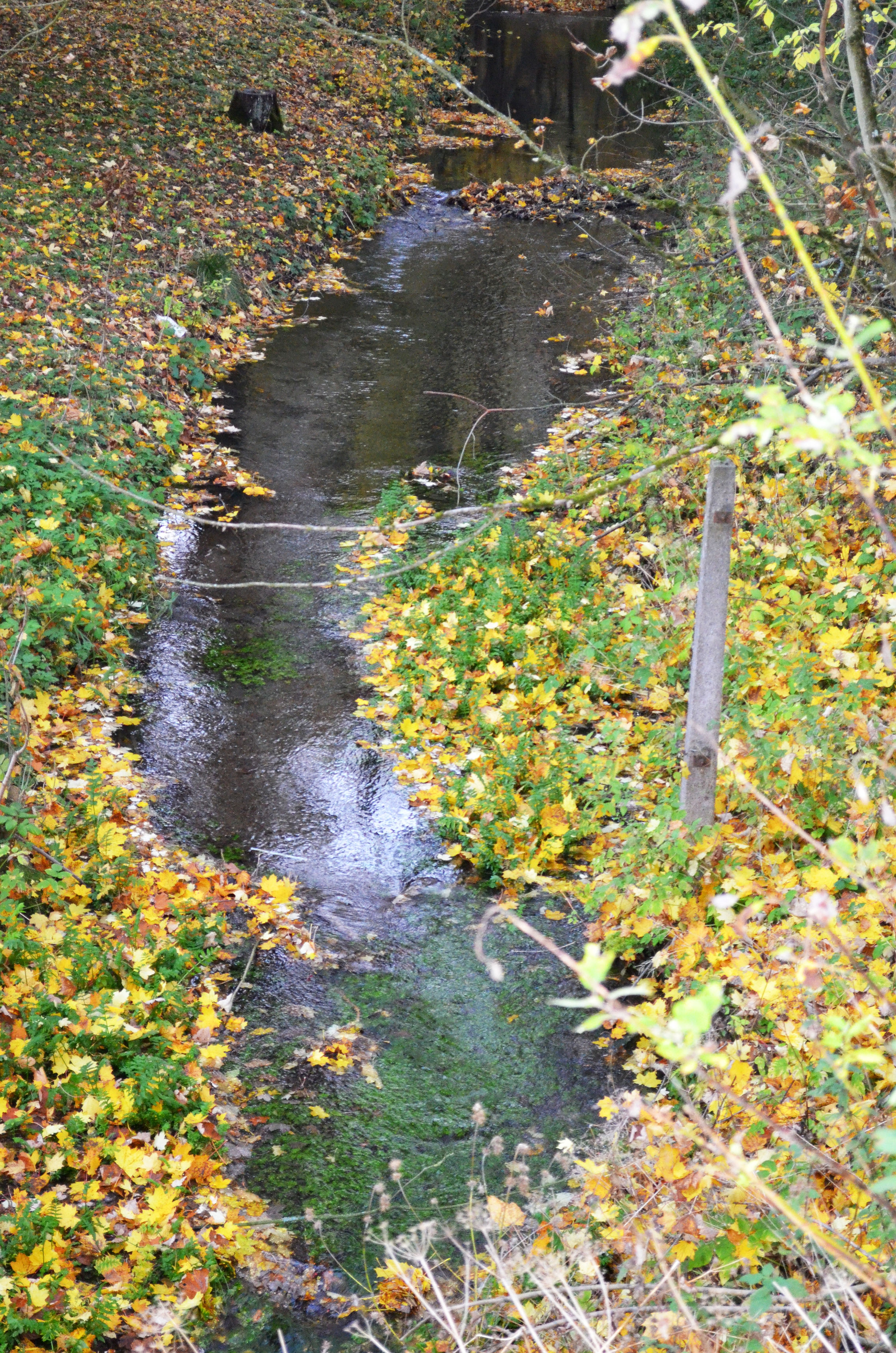
Die Alme, kurz hinter der Quelle als schmaler Bach

Vom Dorf Alme, genauer von Oberalme, fließt die überwiegend in nördliche Richtung verlaufende Alme kurz unterhalb ihres Ursprungs durch Niederalme, wo die Bundesstraße 480 kreuzt. Anschließend verläuft sie entlang der abgebauten Bahnstrecke durch Harth mit seinem Ortsteil Ringelstein, Siddinghausen und Weine nach Büren. Hiernach fließt sie über Brenken, wonach sie die Bundesautobahn 44 unterquert, und Ahden, Wewelsburg mit der gleichnamigen Burg und Niederntudorf nach Alfen.
Nach dortigem Unterqueren der A 33, von der sie anschließend noch zweimal überbrückt ist, nimmt die Alme bei Borchen die Altenau auf und fließt durch Wewer, wonach sie zunächst nochmal die Autobahn 33 und dann die Bundesstraße 64 unterquert und vorbei an der Paderborner Kernstadt verläuft. Dann unterquert sie die Bundesstraße 1, bevor sie in Schloß Neuhaus in die Lippe mündet.

#### Mündung

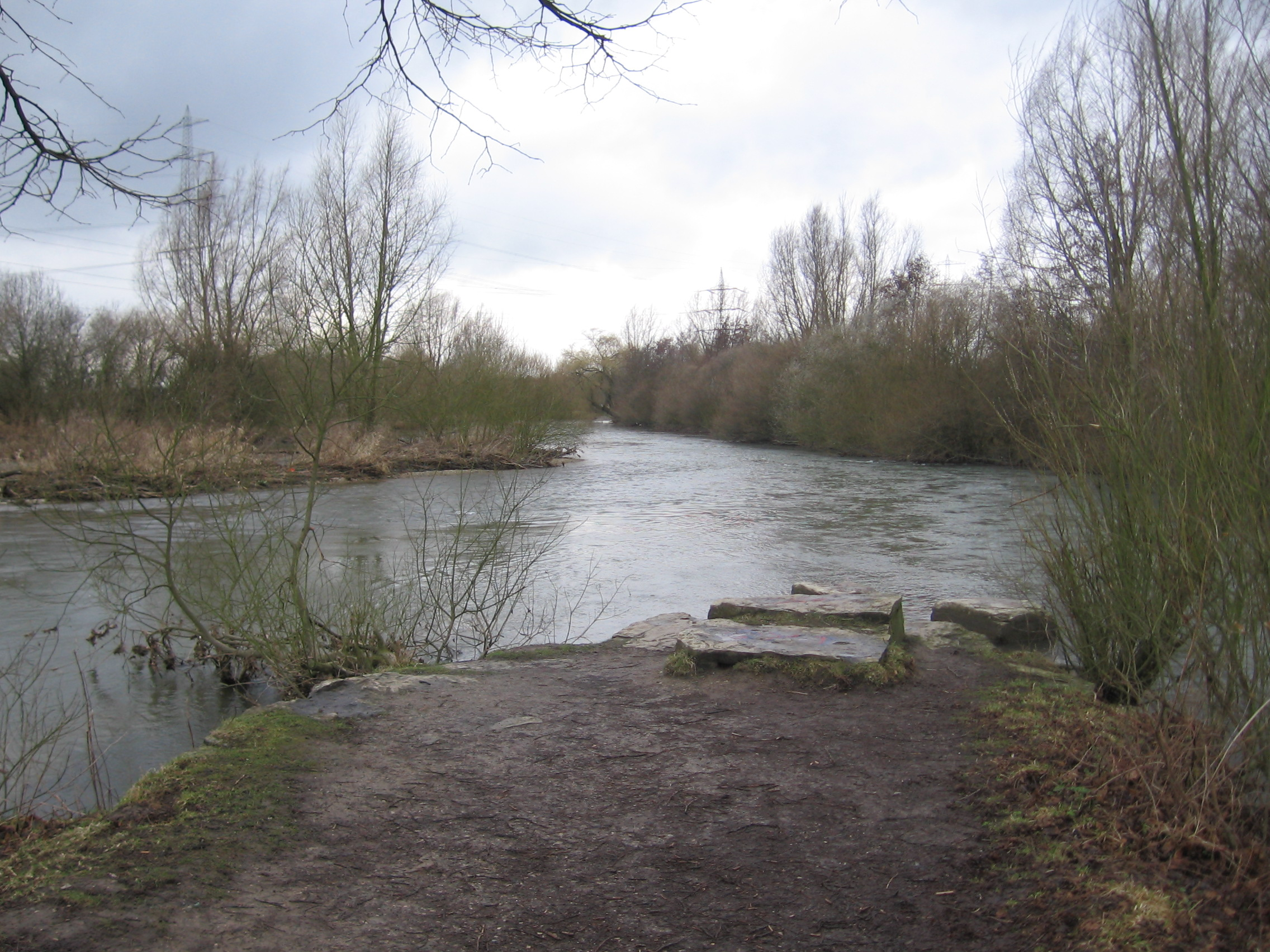
Mündung der Alme (links) in die Lippe (rechts) bei Schloß Neuhaus

Wenige Kilometer weiter nördlich mündet die Alme beim Paderborner Stadtteil Schloß Neuhaus in den östlichen Rhein-Zufluss Lippe.
Die Alme ist bis zu ihrer Mündung deutlich länger als die Lippe bis zu dieser Stelle, führt dort in der Regel aber etwas weniger Wasser (4,6 m³/s vs. 6,1 m³/s). Dieses hängt auch damit zusammen, dass ihr im Mittellauf die deutlich unterhalb mündende Heder Wasser abgräbt.
- → Siehe auch: Diagramm zu den Abflüssen im Lippe-System und Abschnitt #Wasserführung

### Einzugsgebiet
Das etwa 762,97 km² große Einzugsgebiet der Alme liegt im Nordsauerländer Oberland, in der östlich der Alme liegenden Paderborner Hochfläche und in der westlich von ihr liegenden Hellwegbörden. Es wird durch sie über die Lippe und den Rhein zur Nordsee entwässert.
Das Einzugsgebiet grenzt
- im Nordosten an die Einzugsgebiete der beiden Lippezuflüsse Pader und Beke
- im Osten an das der Nethe, die in die Weser mündet
- im Südosten an das der Diemel, die ebenfalls ein Weserzufluss ist
- im Süden an des der Hoppecke, die in die Diemel mündet
- im Südwesten an das der Möhne, die in die Ruhr mündet
- und im Nordwesten an die Einzugsgebiete der Lippezuflüsse Brandenbaumer Bach, Heder und Gunne.

### Zuflüsse
Zu den Zuflüssen der Alme gehören (flussabwärts aufgezählt):
- Nettelbach (von links), ca. 3,9 km und ca. 4,1 km²
- Rammelsbach (von links), 1,9 km und ca. 1,5 km²; Zufluss über den Alme-Nebenarm Obergraben
- Nette (von rechts), 10,3 km und 39,69 km²
Die Nette bildet einen Teil des Grenzverlaufs zwischen den Regierungsbezirken Arnsberg und Detmold sowie zwischen dem Kreis Paderborn und dem Hochsauerlandkreis.
- Harlebach (von links), 7,6 km und 8,96 km²
- Frankenbach (von rechts), 1,4 km und ca. 1,7 km²
- Buschenbach (von links), 4,8 km und 5,4 km²
- Mengelsbach (von links), 2,3 km und ca. 0,9 km²
- Liersbach (von links), 3,3 km und ca. 3,3 km²
- Wermeke  (von links), 4,4 km und ca. 3,8 km²
- Senneborn (von links), 3,2 km und 9,9 km²
- Gosse (von links), 5,3 km und 7,17 km²
- Afte (von rechts), 24,4 km und 171,99 km²
- Rechter (?, läuft entlang dem Ahdener Talweg) (von rechts), 5,6 km und 7,89 km²
- Mühlengraben (nach und von links), 3,1 km und ca. 1,0 km²
- Talgosse oder Dahlgosse (von rechts), 0,7 km (unterhalb einer langen Versickerungsstrecke in einem Karst-Trockental) und 30,8 km²
- Altenau (von rechts), 29,1 km und 335,05 km²
- Lohne (von rechts), 2,5 km und ca. 2,3 km²; unterer Mündungsarm der Altenau
- Pader-Alme-Überleitung (von rechts), 1,0 km

### Ortschaften
Die Ortschaften an der Alme sind (flussabwärts aufgezählt):
| - Alme (mit Ober- und Niederalme) - Harth mit Ortsteil Ringelstein - Siddinghausen - Weine - Büren - Brenken - Ahden - Wewelsburg | - Niederntudorf - Alfen - Borchen - Wewer - Paderborn - Elsen - Schloß Neuhaus |

## Wasserführung

### Flussversinkung im Karst
Im Oberlauf der Alme stehen im Talgrund wasserundurchlässige Schichten des Oberkarbons an. Bei Weine verläuft die Grenze zwischen Oberkarbon und verkarsteten Schichten der Oberkreide durch das Tal. Unterhalb von Büren treten die ersten Ponore – regional oft als Schwalglöcher bezeichnet – auf, in denen die Alme versinkt. Besonders ausgeprägte Versinkungsstrecken liegen im Raum Brenken an der Sägemühle bei Erpernburg und unterhalb von Ahden.
In den Sommermonaten ist die Versinkung meist so vollständig, dass die Alme ab Wewelsburg trockenliegt. Oberhalb von Ahden fällt der Fluss nur sehr selten trocken. In Niederntudorf liegt die Alme trocken, wenn der Abfluss am Pegel Weine 0,95 m³/s und am Pegel Büren 0,5 m³/s unterschreitet. Aus Pegelbeobachtungen kann errechnet werden, dass in Trockenphasen bis zu 1,45 m³/s versinken. Bei Hochwasser kann noch mehr Wasser versinken, da dann weitere Schwalglöcher freigespült werden.
Bereits im 16. Jahrhundert war bekannt, dass das Almewasser am Hellweg in den ergiebigen Hederquellen bei Salzkotten-Upsprunge und bei Geseke wieder zutage tritt. Es kam häufig zu Konflikten zwischen Nutzern des Almewassers unterhalb der Schwalglöcher und denen in Geseke und Upsprunge. 1572 dichteten Mönche des Klosters Böddeken Schwalglöcher ab, um für ihre Mühlen an der Alme die Wasserversorgung zu sichern. Dadurch sanken die Quellschüttungen in Geseke und Upsprunge so stark, dass die dortigen Mühlen nicht mehr betrieben werden konnten. Nach Beschwerden ließ der Fürstbischof von Paderborn die Schwalglöcher wieder öffnen.
Zu weiteren Konflikten kam es in der zweiten Hälfte des 19. Jahrhunderts, als erneut versucht wurde, Schwalglöcher zu verstopfen. Zuvor war der Flusslauf der Alme verlegt worden, wodurch mehr Wasser versunken sein soll. Zur Klärung der Streitigkeiten führte das Königliche Meliorationsbauamt in Münster 1895 Markierungsversuche mit Uranin durch. Dabei wurden zu verschiedenen Zeitpunkten Schwalglöcher oberhalb und unterhalb von Brenken mit dem Farbstoff geimpft.
Die Markierungsversuche zeigten auf, dass der Hauptabfluss aller Schwalglöcher zu den von Brenken rund acht Kilometer entfernten Hederquellen erfolgt, wo der Farbstoff nach 25 bis 30 Stunden nachweisbar war. Für die Schwalglöcher oberhalb von Brenken konnte ein Nebenabfluss zu Quellen nachgewiesen werden, die zum Teil im heutigen Naturschutzgebiet Völmeder Quellen östlich des Stadtzentrum von Geseke liegen. Dort trat der Farbstoff nach rund 45 Stunden aus. Zu den Quellen des Geseker Bachs im Stadtzentrum konnten keine Verbindungen nachgewiesen werden.
Eine weitere Besonderheit sind die sich in den Talsohlen der Alme bildenden Quellschwemmkegel und Quickspringe. Ursache dürften Zuflüsse aus verkarsteten Gebieten südlich des Tals sein. Hier schwankt der Grundwasserspiegel erheblich und kann die Talsohle erreichen.

### Almehochwasser 1965
Im Juli 1965 ereignete sich eine außergewöhnliche Flutkatastrophe im Almetal, das als lokales Jahrhunderthochwasser unter der Bezeichnung „Heinrichsflut“ in die Geschichte einging und dessen Pegel bis zum Jahr 2007 nicht übertroffen wurde.
Nach wolkenbruchartigen Regenfällen am 15., 16. und 17. Juli wurden Keller überflutet. In Wewelsburg stürzte eine Brücke ein, Pioniere der Bundeswehr mussten eingesetzt werden. Straßen verwandelten sich in Flüsse, Bürgersteige wurden überflutet, der Zug- und Busverkehr musste eingestellt werden.
Als Folge des Hochwassers, das sich auch auf die Zuflüsse der Alme und auf die Lippe erstreckte, wurde der Wasserverband Obere Lippe mit dem Ziel gegründet, solche Katastrophen durch die Schaffung von Hochwasserrückhaltebecken (HRB) künftig zu verhindern. Somit entstanden an ihrem Zufluss Altenau das HRB Husen-Dalheim und an deren Zufluss Sauer das HRB Sudheim und das HRB Ebbinghausen.

### Almehochwasser 2007

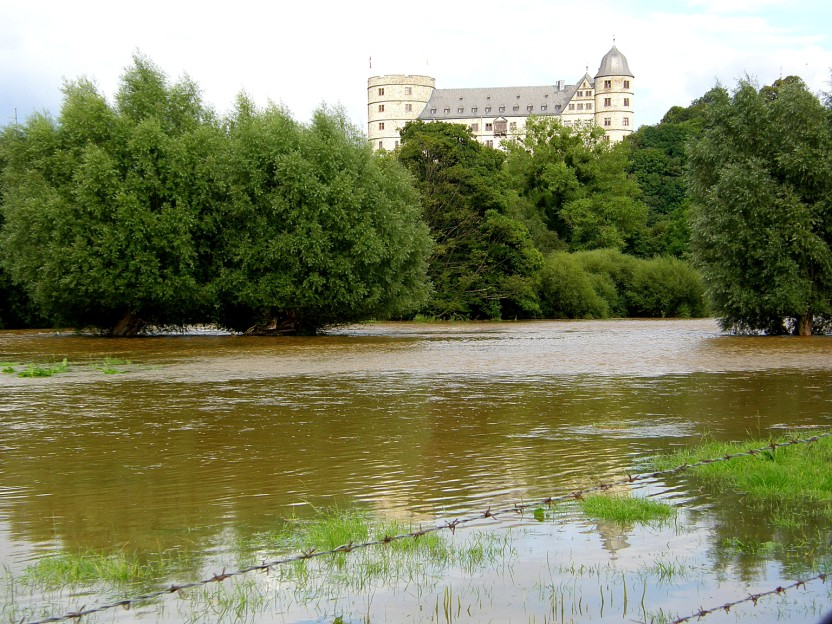
Hochwasser der Alme am 22. August 2007 unterhalb der Wewelsburg

Am 22. August 2007 trat die Alme im Gebiet des Altkreises Büren über die Ufer, nachdem stellenweise bis zu 70 Liter Regen pro Quadratmeter in einer Nacht gefallen waren. Hierbei wurde der alte Rekordpegel von 1965 in der Ortschaft Weine um 23 cm übertroffen. Der Fluss erreichte mit teilweise 30 m etwa das Zehnfache der üblichen Breite. In anderen Ortschaften blieb der Pegel unter dem von 1965. Obwohl das Hochwasser durch die seit 1965 getroffenen Maßnahmen weitaus weniger dramatisch verlief, mussten in Büren einige Schulen früher schließen, zeitweise war die Bahnhofsstraße nur noch per LKW passierbar. 220 Feuerwehrleute der Freiwilligen Feuerwehr des gesamten Stadtgebiets wurden eingesetzt, ebenfalls zehn Kräfte des THW, weitere Kräfte der DLRG, des DRK und des Malteser Hilfsdienstes waren im Einsatz, um Keller auszupumpen und tiefer gelegene Häuser mit Sandsäcken gegen das Wasser zu schützen.

## Natur und Umwelt

### Biologie

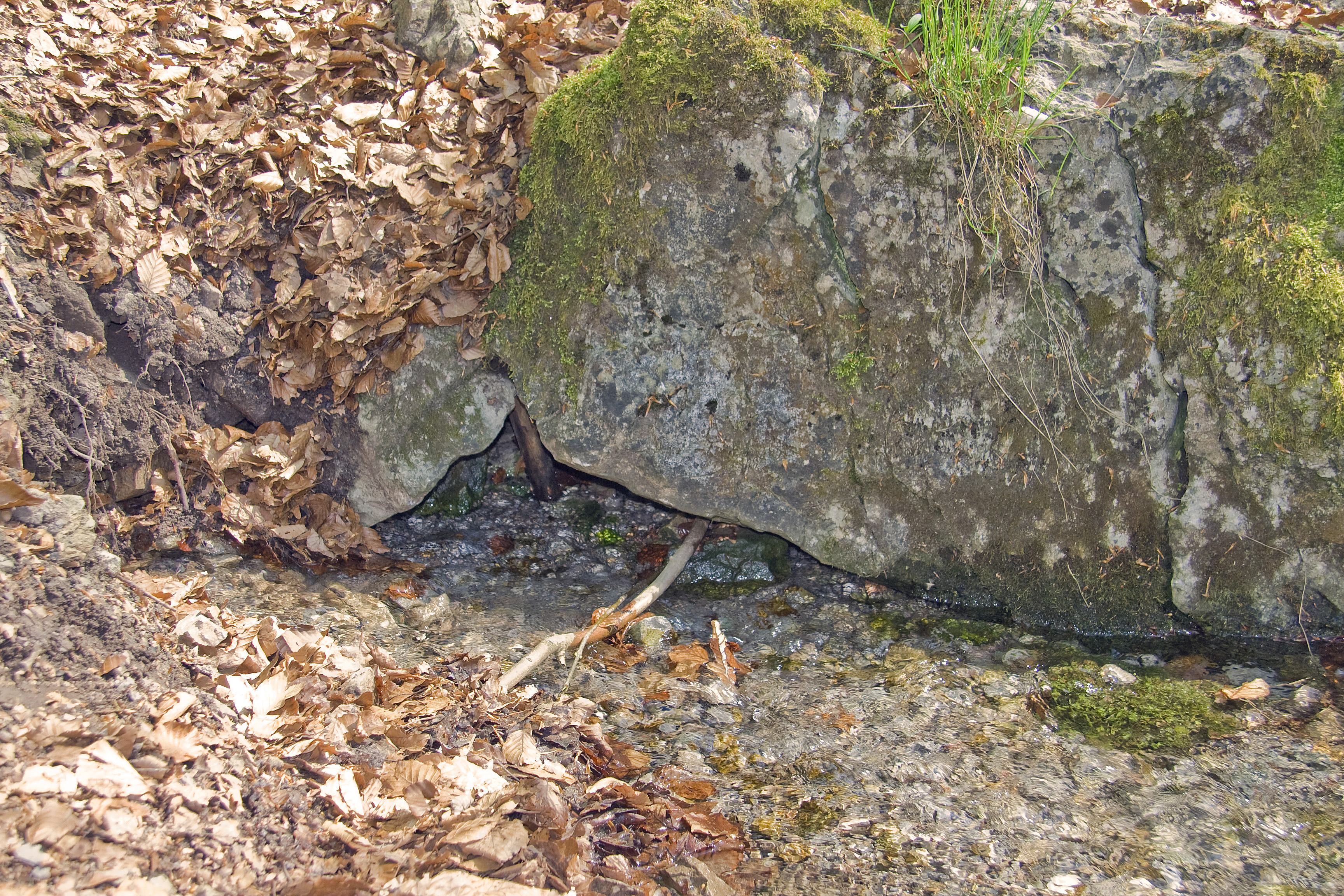
Erste Quelle der Alme

Die Alme ist in weiten Teilen ein Karstgewässer mit alkalischem Wasser, das reich an Kleinstlebewesen ist, welche das unterste Glied in der Nahrungskette darstellen. Durch ein elektrisches Testfischen des Fischereidezernats des Regierungspräsidiums Detmold und des Wewelsburger Fischereivereins im Jahr 1986 wurde festgestellt, dass die Alme bei Wewelsburg den Lebensraum für Bachforelle, Regenbogenforelle, Äsche, Aland, Döbel, Rotauge, Schleie, Aal, Elritze, Stichling, Schmerle, Gründling, Groppe und Zwergwels bildet. All diese Fische haben bis auf die Regenbogenforelle und den Zwergwels dort ihr natürliches Vorkommen, die Bachforelle wird zusätzlich zur natürlichen Vermehrung durch gesetzlich vorgeschriebene Besatzmaßnahmen regelmäßig als Setzling in den Fluss eingebracht.
In weiten Teilen sind die Ufer mit Weiden bepflanzt, welche die Uferbefestigung sichern und von Vogel- und Naturschützern mit Unterstützung der örtlichen Angelvereine regelmäßig gepflegt werden.

### Schutzgebiete
Das Almetal ist als FFH-Gebiet Wälder und Quellen des Almetals mit einer Größe von 473 ha ausgewiesen.
Darüber hinaus gibt es zwei Naturschutzgebiete:
- das Naturschutzgebiet Almetal, ein etwa 3 km langer Abschnitt des Tals im oberen Flussgebiet zwischen dem Ort Niederalme bei Brilon und der Siedlung Multhäupter Hammer bei Büren mit einer Größe von 41,5 ha[22], sowie
- das Naturschutzgebiet Almehänge bei Ahden und Wewelsburg, fünf nicht zusammenhängende Flächen bei den beiden Dörfern mit einer Gesamtgröße von rund 19 ha.[23][24]